# Indianapolis Grand Prix 1953
Indianapolis Grand Prix 1953 var Indianapolis 500-loppet 1953 och det andra av nio lopp ingående i formel 1-VM 1953. Detta var det varmaste Indy 500-loppet genom tiderna, varför extra många förare delade på körningen. En av förarna, Carl Scarborough, dog av utmattning efter loppet.

## Resultat
- 1 Bill Vukovich, Howard Keck Co (Kurtis Kraft-Offenhauser), 8+1 poäng
- 2 Art Cross, Bessie Lee Paoli (Kurtis Kraft-Offenhauser), 6
- 3 Sam Hanks, Ed Walsh (Kurtis Kraft-Offenhauser)[1], 2
- = Duane Carter, Ed Walsh (Kurtis Kraft-Offenhauser)[1], 2
- 4 Fred Agabashian, Grancor Auto Specialists (Kurtis Kraft-Offenhauser)[2], 1½
- = Paul Russo, Grancor Auto Specialists (Kurtis Kraft-Offenhauser)[2], 1½
- 5 Jack McGrath, Jack B Hinkle (Kurtis Kraft-Offenhauser), 2
- 6 Jimmy Daywalt, Chapman S Root (Kurtis Kraft-Offenhauser)
- 7 Jim Rathmann, Ernest L Ruiz (Kurtis Kraft-Offenhauser)[3]
- = Eddie Johnson, Ernest L Ruiz (Kurtis Kraft-Offenhauser)[3]
- 8 Ernie McCoy, H A Chapman (Stevens-Offenhauser)
- 9 Tony Bettenhausen, J C Agajanian (Kuzma-Offenhauser)[4]
- = Chuck Stevenson, J C Agajanian (Kuzma-Offenhauser)[4]
- = Gene Hartley, J C Agajanian (Kuzma-Offenhauser)[4] (varv 196, olycka)
- 10 Jimmy Davies, Pat Clancy (Kurtis Kraft-Offenhauser)
- 11 Duke Nalon, Jean Marcenac (Kurtis Kraft-Novi) (191, olycka)
- 12 Bob Scott, Lee Elkins (Kurtis Kraft-Offenhauser)[5]
- = Carl Scarborough, Lee Elkins (Kurtis Kraft-Offenhauser)[5]
- 13 Manny Ayulo, Peter Schmidt (Kuzma-Offenhauser) (184, motor)
- 14 Jimmy Bryan, John L McDaniel (Schroeder-Offenhauser)
- 15 Bill Holland, Ray Crawford (Kurtis Kraft-Offenhauser)[6]
- = Jim Rathmann, Ray Crawford (Kurtis Kraft-Offenhauser)[6] (177, tändfördelare)
- 16 Rodger Ward, M A Walker (Kurtis Kraft-Offenhauser)[7]
- = Andy Linden, M A Walker (Kurtis Kraft-Offenhauser)[7]
- = Duke Dinsmore, M A Walker (Kurtis Kraft-Offenhauser)[7] (177, drivaxel)
- 17 Walt Faulkner, Eugene A Casaroll (Kurtis Kraft-Offenhauser)[8]
- = Johnny Mantz, Eugene A Casaroll (Kurtis Kraft-Offenhauser)[8]

### Förare som bröt loppet
- Marshall Teague, Hart Fullerton (Kurtis Kraft-Offenhauser) (169, oljeläcka)
- Spider Webb, 3-L Racing Team (Kurtis Kraft-Offenhauser)[9]
- Johnny Thomson, 3-L Racing Team (Kurtis Kraft-Offenhauser)[9]
- Jackie Holmes, 3-L Racing Team (Kurtis Kraft-Offenhauser)[9] (166, oljeläcka)
- Bob Sweikert, A E Dean (Kuzma-Offenhauser) (151, upphängning)
- Mike Nazaruk, Lee Elkins (Turner-Offenhauser) (146, transmission)
- Pat Flaherty, Peter Schmidt (Kurtis Kraft-Offenhauser) (115, olycka)
- Jerry Hoyt, John Zink (Kurtis Kraft-Offenhauser)[10]
- Chuck Stevenson, John Zink (Kurtis Kraft-Offenhauser)[10]
- Andy Linden, John Zink (Kurtis Kraft-Offenhauser)[10] (107, överhettning)
- Duane Carter, Murrell Belanger (Lesovsky-Offenhauser)[11] (94, tändning)
- Paul Russo, Federal Auto Associates (Kurtis Kraft-Offenhauser)[12] (89, tändfördelare)
- Johnnie Parsons, J S Belond (Kurtis Kraft-Offenhauser) (86, motor)
- Don Freeland, Bob Estes (Watson-Offenhauser) (76, olycka)
- Gene Hartley, Federal Auto Associates (Kurtis Kraft-Offenhauser) (53, olycka)
- Chuck Stevenson, J C Agajanian (Kuzma-Offenhauser)[13] (42, bränsleläcka)
- Cal Niday, Murrell Belanger (Kurtis Kraft-Offenhauser) (30, tändfördelare)
- Bob Scott, Bruce Bromme (Bromme-Offenhauser) (14, oljeläcka)
- Johnny Thomson, R N Sabourin (Del Roy-Offenhauser (6, tändning)
- Andy Linden, Rotary Engineering Corp (Stevens-Offenhauser)[14] (3, olycka)